# Elecciones locales de México de 2022
Las elecciones locales de México de 2022 se llevaron a cabo el domingo 6 de junio de 2021, y en ellas se renovaron los siguientes cargos de elección popular:
- 6 gobernadores. Titulares del poder ejecutivo de sus respectivas entidades federativas. Electos para un periodo de seis años (excepto en Aguascalientes y Quintana Roo, para cinco años), no reelegibles en ningún caso.
- 1 congreso local. Órganos depositarios del poder legislativo de las entidades federativas, en este caso Quintana Roo, electo para un periodo de dos años.
- 39 ayuntamientos. Cabildos municipales que conforman los estados, en este caso Durango. Integrados por un presidente municipal, síndico y regidores, electos para un periodo de tres años.

## Elecciones para gubernaturas
Seis entidades federativas tuvieron elecciones en 2022 para escoger las gubernaturas:
- Aguascalientes
- Durango
- Hidalgo
- Oaxaca
- Quintana Roo
- Tamaulipas.

### Resultados generales
Resultados de todas las elecciones en conjunto. Debido a la toma de posesión de Carlos Manuel Merino Campos como gobernador de Tabasco tras el nombramiento de Adán Augusto López como secretario de Gobernación, el Partido Encuentro Social y el Partido del Trabajo perdieron una gubernatura en coalición previo a las elecciones, esto al instaurarse un gobierno interino.
|  | 42.68 % |

|  | 19.26 % |

|  | 16.07 % |

|  | 4.64 % |

|  | 4.18 % |

|  | 3.54 % |

|  | 2.46 % |

|  | 1.85 % |

|  | 0.71 % |

|  | 0.59 % |

|  | 0.55 % |

|  | 0.28 % |

|  | 0.27 % |

|  | 0.11 % |

|  | 0.12 % |

|  | 2.70 % |

|  | 100.00 % |

### Resultados por partido en los estados
En Tamaulipas, la coalición Juntos Hacemos Historia, conformada por Morena, el Partido Verde Ecologista de México y el Partido del Trabajo, realizó una fusión electoral, donde los votos únicamente se contabilizaron para el candidato en el cómputo, y para propósitos de conservación de registro, se acordó que si la votación superaba el 44% de la votación, un 4% de los votos válidos emitidos en la elección se les asignaría al Partido Verde y al Partido del Trabajo, mientras que el resto de los votos de la coalición serían asignados a Morena.
|                |           |         |         |         |         |         |           |        |        |        |        |        |       |        | CNR   | Nulos   | Total     |
| -------------- | --------- | ------- | ------- | ------- | ------- | ------- | --------- | ------ | ------ | ------ | ------ | ------ | ----- | ------ | ----- | ------- | --------- |
| Aguascalientes | 204,554   | 35,864  | 15,174  | 3,374   | 4,106   | 33,112  | 160,350   |        |        | 6,393  |        |        |       |        | 251   | 12,651  | 475,829   |
| Durango        | 108,377   | 244,599 | 17,948  | 17,908  | 23,948  | 29,757  | 214,553   |        | 14,450 |        |        |        |       |        | 3,425 | 14,704  | 689,669   |
| Hidalgo        | 57,914    | 250,636 | 26,981  | 12,205  | 29,613  | 32,793  | 548,178   | 80,771 |        |        |        |        |       |        | 511   | 28,124  | 1,067,726 |
| Oaxaca         | 43,275    | 252,675 | 35,323  | 25,030  | 61,206  | 37,649  | 578,657   | 18,586 |        |        | 31,595 |        |       | 29,859 | 918   | 35,162  | 1,149,935 |
| Quintana Roo   | 65,100    | 16,048  | 16,259  | 109,441 | 14,659  | 70,315  | 176,935   |        |        | 8,896  |        | 38,112 | 6,010 |        | 492   | 20,946  | 543,213   |
| Tamaulipas     | 557,401   | 64,811  | 20,588  | 56,815  | 56,815  | 46,182  | 617,753   |        |        |        |        |        |       |        | 630   | 33,785  | 1,454,780 |
|                |           |         |         |         |         |         |           |        |        |        |        |        |       |        |       |         |           |
| Total          | 1,036,621 | 864,633 | 132,273 | 224,773 | 190,347 | 249,808 | 2,296,426 | 99,357 | 14,450 | 15,289 | 31,595 | 38,112 | 6,010 | 29,859 | 6,227 | 145,372 | 5,381,152 |

### Gobernadores electos
| Estado         | Elección previa | Gobernador predecesor    | Gobernador predecesor |                             | Gobernador sucesor | Gobernador sucesor | Próxima elección | Ref. |
| Estado         | Elección previa | Titular                  | Partidos              | Electo                      | Partidos           |                    | Próxima elección | Ref. |
| -------------- | --------------- | ------------------------ | --------------------- | --------------------------- | ------------------ | ------------------ | ---------------- | ---- |
| Aguascalientes | 2016            | Martín Orozco Sandoval   |                       | Teresa Jiménez Esquivel     |                    | 2027               | [ 18 ]           |      |
| Durango        | 2016            | José Rosas Aispuro       |                       | Esteban Villegas Villarreal |                    | 2028               | [ 20 ]           |      |
| Hidalgo        | 2016            | Omar Fayad Meneses       |                       | Julio Menchaca Salazar      |                    | 2028               | [ 21 ]           |      |
| Oaxaca         | 2016            | Alejandro Murat Hinojosa |                       | Salomón Jara Cruz           |                    | 2028               | [ 22 ]           |      |
| Quintana Roo   | 2016            | Carlos Joaquín González  |                       | Mara Lezama Espinosa        |                    | 2027               | [ 23 ]           |      |
| Tamaulipas     | 2016            | Francisco Javier García  |                       | Américo Villarreal Anaya    |                    | 2028               | [ 24 ]           |      |

## Elecciones para congresos locales

### Elecciones ordinarias
Una entidad federativa tuvo elecciones ordinarias en 2022 para elegir diputados locales:
- Quintana Roo: 25 diputados locales. Escaños del congreso unicameral de Quintana Roo, electos para un periodo de dos años.[3]

#### Resultados generales
|  | 30.49 % |

|  | 22.41 % |

|  | 10.94 % |

|  | 9.45 % |

|  | 6.93 % |

|  | 4.85 % |

|  | 3.28 % |

|  | 2.99 % |

|  | 2.34 % |

|  | 1.38 % |

|  | 0.34 % |

|  | 0.16 % |

|  | 4.44 % |

|  | 100 % |

#### Resultados por partido en los estados
|              |        |        |        |         |        |        |         |        |        |       |       | CNR | Nulos  | Total   |
| ------------ | ------ | ------ | ------ | ------- | ------ | ------ | ------- | ------ | ------ | ----- | ----- | --- | ------ | ------- |
| Quintana Roo | 59,838 | 26,521 | 16,321 | 122,514 | 17,937 | 51,644 | 166,682 | 12,780 | 37,883 | 7,549 | 1,878 | 862 | 24,073 | 546,742 |
|              |        |        |        |         |        |        |         |        |        |       |       |     |        |         |
| Total        | 59,838 | 26,521 | 16,321 | 122,514 | 17,937 | 51,644 | 166,682 | 12,780 | 37,883 | 7,549 | 1,878 | 862 | 24,073 | 546,742 |

### Elecciones extraordinarias
Se realizó una elección extraordinaria a diputado local:
- Oaxaca: 1 diputado local. Escaños del congreso unicameral de Oaxaca, electos para finalizar un periodo de tres años.[3]

Se declaró vacante la diputación y se incluyó el distrito en los anuncios de elecciones extraordinarias, pero no hay información disponible de la elección ni del diputado que resultó electo, pues la diputación sigue apareciendo vacante en el sitio oficial de la legislatura.

## Elecciones para ayuntamientos

### Elecciones ordinarias
Una entidad federativa tuvo elecciones en 2022 para elegir ayuntamientos:
- Durango: 39 ayuntamientos. Cabildos municipales que conforman el estado de Durango. Integrados por un presidente municipal, síndico y regidores, electos para un periodo de tres años.

#### Resultados generales
|  | 26.75 % |

|  | 31.08 % |

|  | 17.34 % |

|  | 2.96 % |

|  | 3.52 % |

|  | 7.69 % |

|  | 5.39 % |

|  | 1.84 % |

|  | 0.33 % |

|  | 0.16 % |

|  | 4.44 % |

|  | 100 % |

#### Resultados por partido en los estados
|         |         |         |        |        |        |        |         |        |       | CNR   | Nulos  | Total   |
| ------- | ------- | ------- | ------ | ------ | ------ | ------ | ------- | ------ | ----- | ----- | ------ | ------- |
| Durango | 118,782 | 212,897 | 20,258 | 24,128 | 36,934 | 52,674 | 183,206 | 12,583 | 2,250 | 6,653 | 14,571 | 663,712 |
|         |         |         |        |        |        |        |         |        |       |       |        |         |
| Total   | 118,782 | 212,897 | 20,258 | 24,128 | 36,934 | 52,674 | 183,206 | 12,583 | 2,250 | 6,653 | 14,571 | 663,712 |

### Elecciones extraordinarias
Adicionalmente, se llevaron a cabo las siguientes elecciones extraordinarias para elegir ayuntamientos:
- Chiapas: 6 ayuntamientos. Cabildos municipales que conforman el estado de Chiapas. Electos para finalizar un periodo de tres años.
- Estado de México: 1 ayuntamiento. Cabildos municipales que conforman el Estado de México. Electos para finalizar un periodo de tres años.
- Oaxaca: 7 ayuntamientos. Cabildos municipales que conforman el estado de Oaxaca. Electos para finalizar un periodo de tres años.
- Puebla: 3 ayuntamientos. Cabildos municipales que conforman el estado de Puebla. Electos para finalizar un periodo de tres años.
- Veracruz: 4 ayuntamientos. Cabildos municipales que conforman el estado de Veracruz. Electos para finalizar un periodo de tres años.

#### Resultados por partido en los estados
|          |        |        |       |        |        |       |        |       |       |       |     |       |     |     |     |       |       |       |       |       |     | CNR | VN    | TOTAL   |
| Chiapas  | 297    | 8,120  | 163   | 2,651  | 2,561  | 3,096 | 11,865 | 271   | 180   | 936   | 114 | 1,763 | 296 | 182 |     |       |       |       |       |       |     | 5   | 956   | 33,456  |
| México   | 110    | 2,841  | 3,954 | 123    | 166    | 536   | 1,359  |       | 392   | 3,110 | 146 |       |     |     |     |       |       |       |       |       |     | 15  | 214   | 12,966  |
| Oaxaca   | 6,380  | 9,639  | 3,255 | 6,745  | 2,658  | 1,086 | 19,567 | 6,501 | 612   |       |     |       |     |     | 832 |       |       |       |       |       |     | 9   | 1,584 | 58,868  |
| Puebla   | 4,152  | 5,411  | 666   | 760    | 1,478  | 1,483 | 2,134  | 427   | 149   |       |     |       |     |     |     | 1,240 | 4,549 |       |       |       |     | 14  | 806   | 23,269  |
| Veracruz | 120    | 1,049  | 1,662 | 102    | 5,869  | 1,633 | 6,559  |       | 83    | 339   |     |       |     |     |     |       |       | 1,120 | 1,316 | 1,228 | 281 |     | 407   | 21,768  |
|          |        |        |       |        |        |       |        |       |       |       |     |       |     |     |     |       |       |       |       |       |     |     |       |         |
| Total    | 11,059 | 27,060 | 9,700 | 10,381 | 12,732 | 7,834 | 41,484 | 7,199 | 1,416 | 4,385 | 260 | 1,763 | 296 | 182 | 832 | 1,240 | 4,549 | 1,120 | 1,316 | 1,228 | 281 | 43  | 3,967 | 150,327 |